# 틸라 던
틸라 던(Teala Dunn, 1996년 12월 8일 ~ )은 미국의 배우, 희극인, 가수이다.